# Allochthonius opticus
Allochthonius opticus är en spindeldjursart som först beskrevs av Edvard Ellingsen 1907.  Allochthonius opticus ingår i släktet Allochthonius och familjen käkklokrypare.

## Underarter
Arten delas in i följande underarter:
- A. o. opticus
- A. o. troglophilus